# Putnam County (New York)
Putnam County ist ein County im Bundesstaat New York der Vereinigten Staaten. Bei der Volkszählung im Jahr 2020 hatte das County 97.668 Einwohner und eine Bevölkerungsdichte von 163 Einwohnern pro Quadratkilometer. Der Verwaltungssitz (County Seat) ist Carmel.

## Geschichte
Das County wurde 1812 gebildet und nach Israel Putnam, einem Helden des Franzosen- und Indianerkriegs und General des Amerikanischen Unabhängigkeitskriegs, benannt.

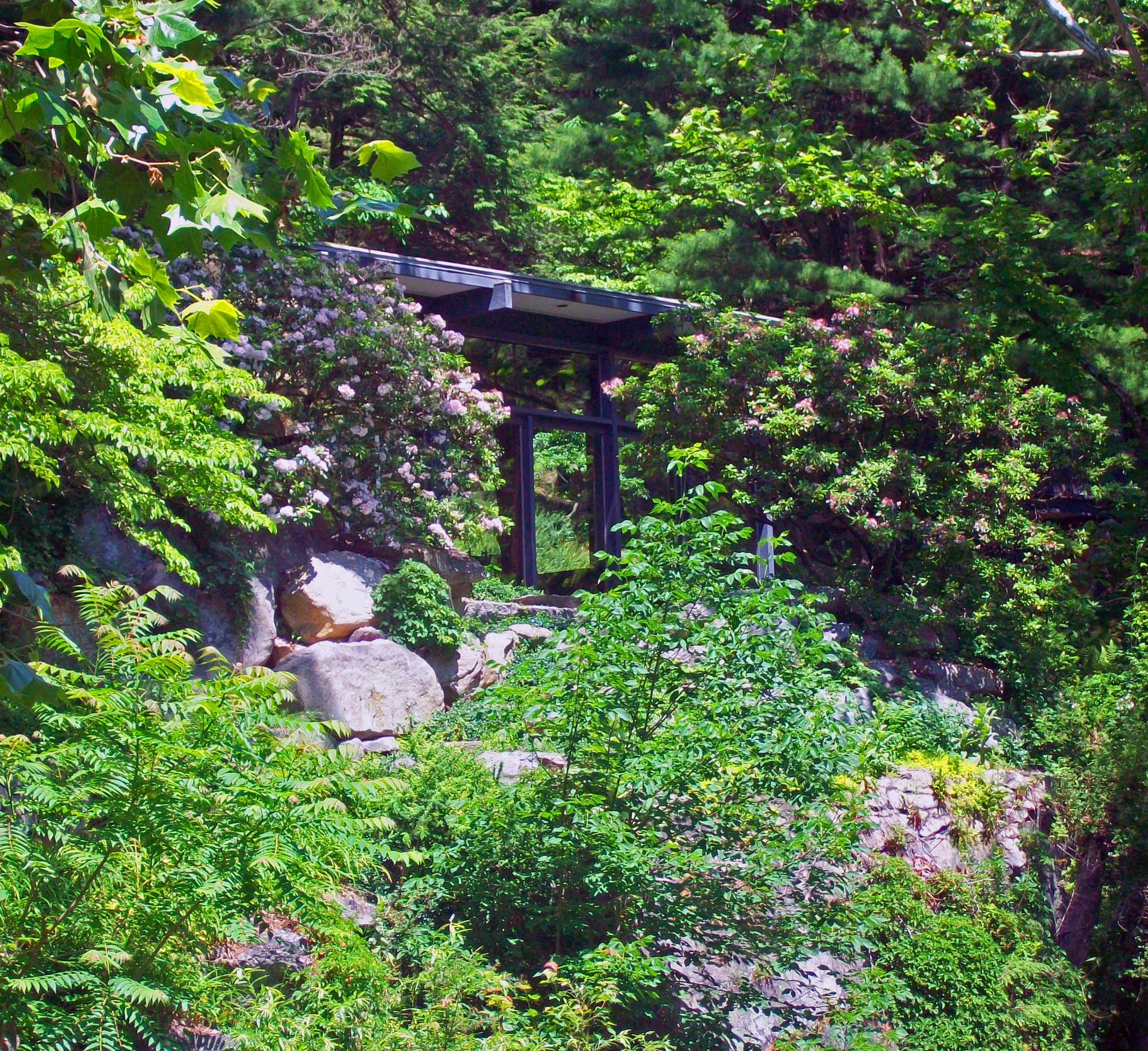
Garten in Manitoga (2009)

Ein Ort hat den Status einer National Historic Landmark, das Anwesen Manitoga. 48 Bauwerke und Stätten des Countys sind insgesamt im National Register of Historic Places eingetragen (Stand 20. Februar 2018).

## Geographie
Das County hat eine Fläche von 638 Quadratkilometern, wovon 39 Quadratkilometer Wasserfläche sind. Putnam County grenzt im Norden an Dutchess County, im Süden an Westchester County, im Osten an den Bundesstaat Connecticut und im Westen bildet der Hudson River die Grenze zu Orange County.

## Städte und Ortschaften
- Brewster
- Brewster Hill
- Carmel
- Carmel Hamlet
- Cold Spring
- Kent
- Lake Carmel
- Mahopac
- Nelsonville
- Patterson
- Peach Lake
- Philipstown
- Putnam Lake
- Putnam Valley
- Southeast